# بني طرموش (خولان)

تعديل مصدري - تعديل

بني طرموش هي إحدى قرى عزلة الاعروش بمديرية خولان التابعة لمحافظة صنعاء، بلغ تعداد سكانها 215 نسمة حسب تعداد اليمن لعام 2004.